# Otto Wöhler
Otto Wöhler, född 12 juli 1894 i Grossburgwedel, död 5 februari 1987 i Grossburgwedel, var en tysk general.

## Biografi
Wöhler stred i första världskriget och tillhörde sedan Reichsheer. 
Han var stabschef hos Erich von Manstein, när denne var befälhavare för 11. Armee. År 1942 fick han motsvarande position hos Günther von Kluge, som anförde Armégrupp Mitte på östfronten. Wöhlers första egna befäl blev I. Armeekorps 1943, innan han anförtroddes med befälet över 8. Armee.
Efter andra världskriget ställdes Wöhler inför rätta vid OKW-rättegången 1947–1948. Han dömdes till åtta års fängelse för krigsförbrytelser och brott mot mänskligheten. Det framkom under rättegången att 11. Armee hade samarbetat med Einsatzgruppe D, under befäl av Otto Ohlendorf. Wöhler frigavs i januari 1951.

## Utmärkelser

### Första världskriget
- Järnkorset av andra klass –
- Järnkorset av första klass –
- Ritterkreuz des Königlich Preußischen Hausordens von Hohenzollern mit Schwertern

Andra världskriget
- Järnkorset av andra klass – 1939
- Järnkorset av första klass – 1939
- Riddarkorset – 14 augusti 1943
  - Med Eklöven – 28 november 1944
- Tyska korset i guld – 26 januari 1942
- Nämnd i Wehrmachtbericht – 12 augusti 1943, 8 maj 1944 & 30 oktober 1944

## Befordringar
- Fahnenjunker – 1 februari 1913
- Leutnant – 20 maj 1914
- Oberleutnant –
- Hauptmann – 1 april 1925
- Major –
- Oberstleutnant – 1 juni 1935
- Oberst – 1 januari 1938
- Generalmajor – 1 januari 1942
- Generalleutnant – 1 oktober 1942
- General der Infanterie – 1 juni 1943